# イブニングふくしま
『イブニングふくしま』は、1981年10月1日開局から1986年9月26日まで5年間、福島放送で生放送していたローカル情報番組。

## 概要
- 放送当初は宮尾すすむが小学校で小学生達とタイトルコールをするVTRがオープニングに流された。（ちなみに初代はKFB近くの郡山市立大島小学校、2代目は郡山市立富田小学校だった）県民だれでも参加できることを目指すことをコンセプトにした番組だった。

- なお、県内ニュースは、この番組の後に放送されていた5分間のスポットニュース「KFBニュース」で伝える形をとっていた。

- しかし、1986年秋の改編で「ANNニュースレーダー」が全国ニュースとローカルニュースの時間帯を入れ替えることになり、「KFBニュースレーダー」でローカルニュースを放送することにしたため、番組は終了した。

## 放送時間
- 1981年10月1日 - 1983年4月1日 18:00 - 18:24
- 1983年4月4日 - 1986年9月26日 18:00 - 18:18（ANNニュースレーダーが放送時間繰り上げに伴い短縮）

## 主なコーナー
- 『おかあさんみてね!』 学校紹介のコーナー
- 『あの人この人』 県内各地でいろんな特技、技能を持った人を紹介するコーナー

上記2コーナーは宮尾すすむがリポーターを務めた。
- 『わたしの街から』 地元の商店街の役員がリポーターとなってその商店街を紹介するコーナー

- また、番組後期にリニューアルが行われ、上記コーナーは終了。番組名に『あるがさちこのおじゃまします!』のサブタイトルがつき、有賀佐知子が福島県内各地をリポートするという企画に変更された。

| 福島放送 平日夕方のローカル番組 | 福島放送 平日夕方のローカル番組 | 福島放送 平日夕方のローカル番組                    |
| 前番組                          | 番組名                          | 次番組                                             |
| ------------------------------- | ------------------------------- | -------------------------------------------------- |
| （開局前）                      | イブニングふくしま              | KFBニュースレーダー （ニュース番組としてワイド化） |